# بیورن واهلروس
بیورن واهلروس (به فنلاندی: Björn Wahlroos) (زاده ۱۰ اکتبر ۱۹۵۲) کارآفرین، اقتصاددان، بانکدار و مدیر ارشد اجرایی فنلاندی است، که در حال حاضر به‌طور همزمان به‌عنوان رییس هیئت مدیره شرکت‌های سامپو گروپ، نوردیا و یوپی‌ام فعالیت می‌نماید.